# Утин, Андрей Иванович
Андрей Иванович Утин (1899—1965) — ефрейтор Рабоче-крестьянской Красной Армии, участник Великой Отечественной войны, Герой Советского Союза (1944).

## Биография
Андрей Утин родился 7 января 1899 года в селе Белынь (ныне — Пачелмский район Пензенской области). После окончания начальной школы работал в колхозе. В июне 1942 года был призван на службу в Рабоче-крестьянскую Красную Армию, с того же времени — на фронтах Великой Отечественной войны.
К сентябрю 1943 года ефрейтор Андрей Утин был помощником командира отделения пулемётной роты 1185-го стрелкового полка 356-й стрелковой дивизии 61-й армии Центрального фронта. Отличился во время битвы за Днепр. 28 сентября 1943 года Утин одним из первых переправился через Днепр на остров, а затем на западный берег в районе села Новосёлки Репкинского района Черниговской области Украинской ССР и принял активное участие в боях за захват и удержание плацдарма, прикрыв огнём пулемёта переправу основных сил.
Указом Президиума Верховного Совета СССР «О присвоении звания Героя Советского Союза генералам, офицерскому, сержантскому и рядовому составу Красной Армии» от 15 января 1944 года за «образцовое выполнение боевых заданий командования на фронте борьбы с немецкими захватчиками и проявленными при этом отвагу и геройство» ефрейтор Андрей Утин был удостоен высокого звания Героя Советского Союза с вручением ордена Ленина и медали «Золотая Звезда».
После окончания войны Утин был демобилизован. Проживал и работал на родине. Скончался 30 ноября 1965 года.
Был также награждён рядом медалей.